# フランク・マリナ

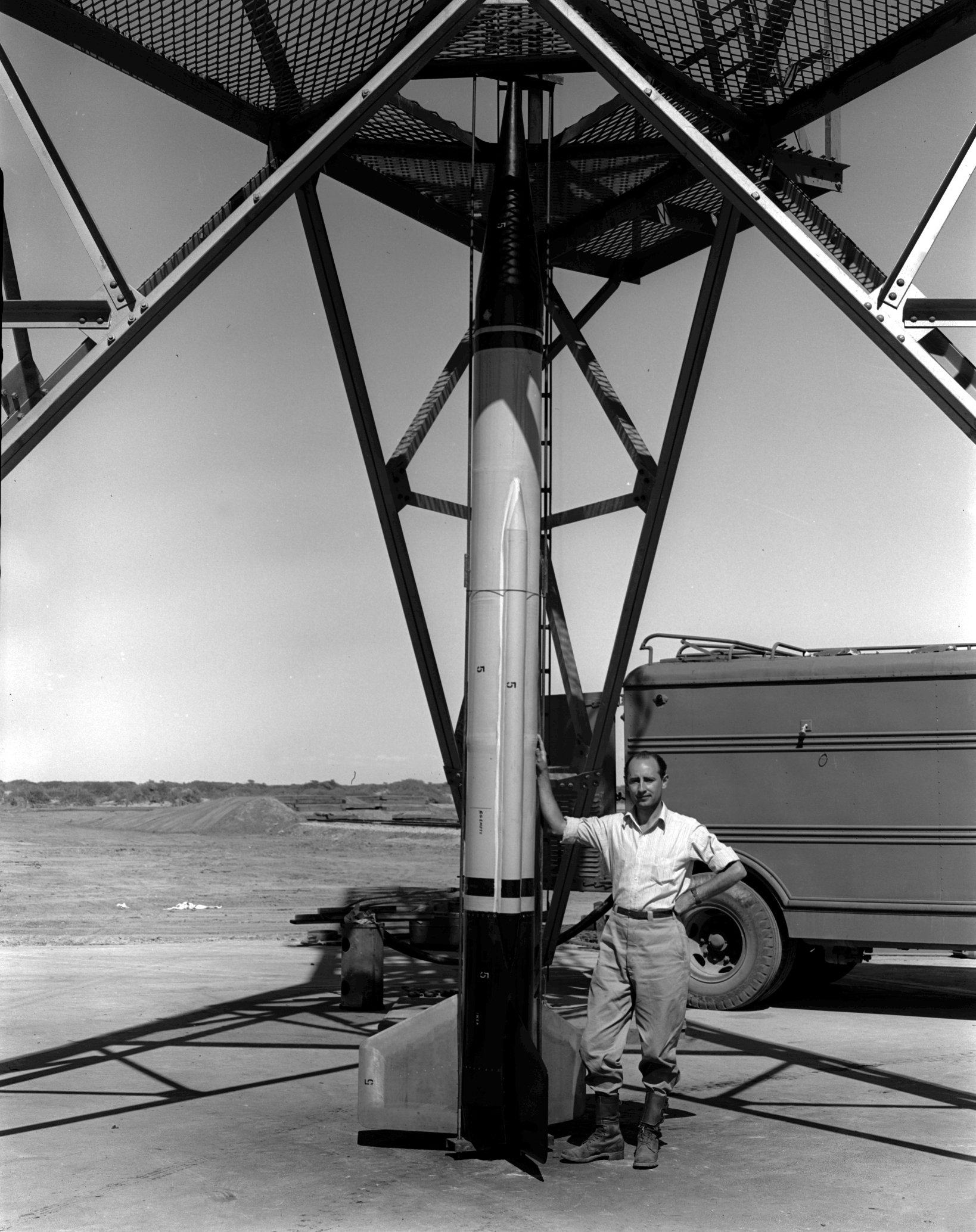
フランク・マリナとWACコーポラル 5号機（1945年10月11日）。

フランク・マリナ（Frank Malina, 1912年10月2日 - 1981年11月9日）は、アメリカ合衆国出身の航空技師、画家。芸術分野と科学技術分野、ロケット分野の先駆者であった。ジェット推進研究所（JPL）2代目のディレクターであり、エアロジェット社創立メンバーの1人でもある。

## 経歴
テキサス州ブレンハムでチェコスロバキア、ボヘミア出身の音楽家の父フランク・マリナと母キャロライン・マレック（Caroline Marek）の間に生まれ、フランスのブローニュ＝ビヤンクールで没した。マリナの正規の教育は、1934年にテキサスA&M大学からの機械工学の学位から始まった。
1935年に、カリフォルニア工科大学（CIT）の大学院生であったころ、マリナはロケット工学とロケット推進装置の研究を追求するのを許可するようセオドア・フォン・カルマン航空学教授を説き伏せた。形式上の目標は、気象観測用ロケットの開発であった。
ロケット・モーターの設計を試験するとき、マリナとジャック・パーソンズ（Jack Parsons）を含む5人の仲間は度々危険な実験で爆発事故を起こしたため、「スーサイド・スクワッド」（決死隊、自殺部隊）とあだ名され、カリフォルニア工科大でも有名だった。マリナのグループは、1936年10月31日にサンガブリエル山脈の懐にあるアロヨ・セコで初めてロケット・モーターの実験を実施した。実験は4回行われたが、最後の4回目に誤って燃料側でなく酸素側に点火してしまったところ、ロケット・モーターは激しく燃焼し、これがJPL史上初のロケット・モーターとなった。フォン・カルマンは、彼らのためにCITのキャンパス内に実験スペースを確保したが、ロケット・モーターが燃焼する時の騒音と、爆発する危険性があることからキャンパス内での実験を禁止され、彼らは実験地を再び遠方のアロヨ・セコに戻すことを余儀なくされた。マリナが運営していたこのサイトと研究は、後の1944年にジェット推進研究所（JPL）となり、マリナはJPLの2代目のディレクターを務めた。なお、JPLでは初代ディレクターはフォン・カルマンとしているが、その時はまだJPLという名前ではなかったため、しばしばフランク・マリナが初代とされることがある。
ロバート・ゴダードのロケットは、推進剤に液体酸素を用いていたが、取り扱いと貯蔵が難しかったため、マリナの研究グループは、より実用的で取り扱いが容易で、信頼性の高い硝酸（RFNA）とアニリンの組み合わせを発見した。この組み合わせは、以後のアメリカのロケットで広く用いられた。RFNAとアニリンの組み合わせは、点火装置がなくても自発的に発火したが、信頼性が高く、貯蔵も容易だった。また、マリナは硝酸とヒドラジンの推進剤の組み合わせも発見し、特許を得ている。

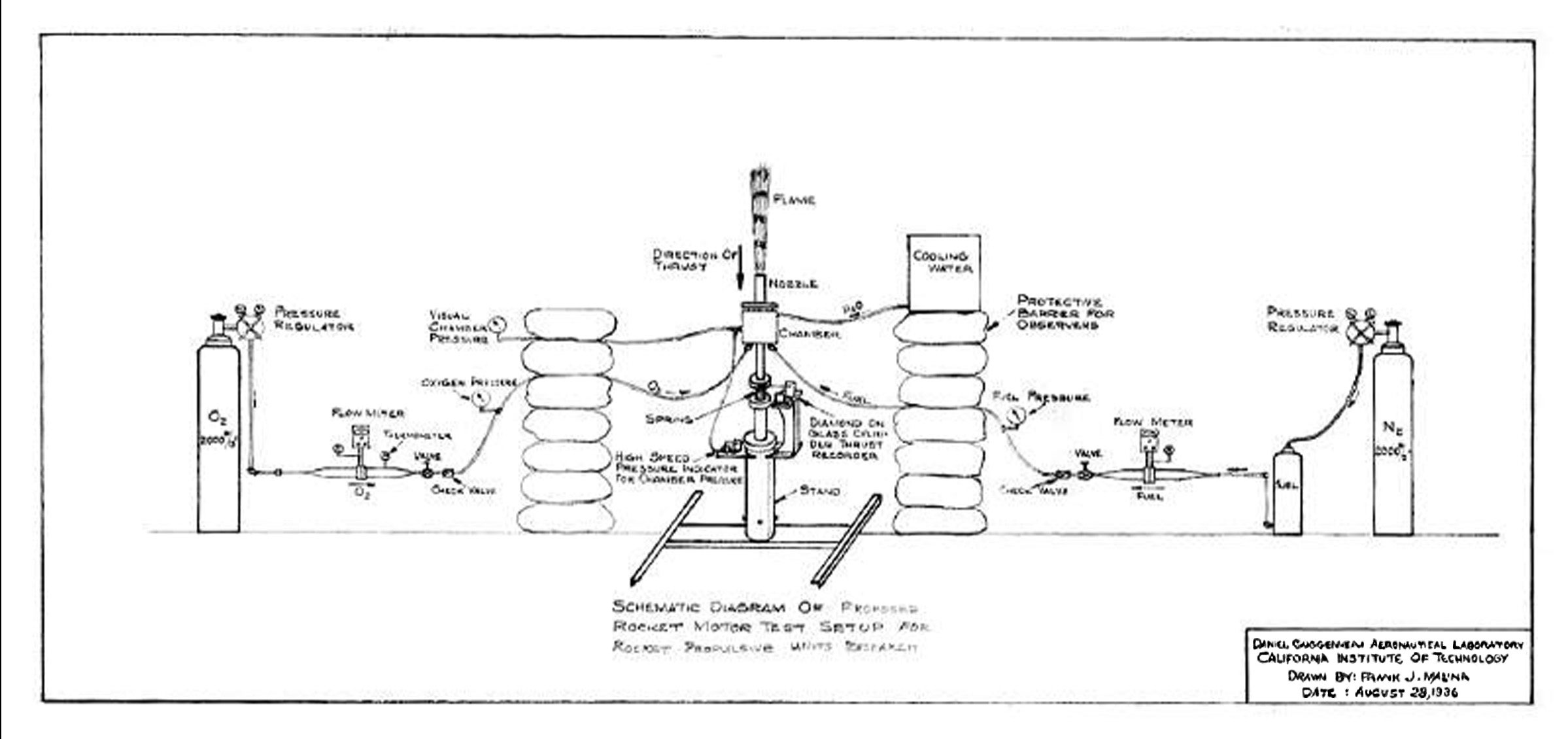
フランク・マリナが描いたロケット・モーターの実験機材の図面

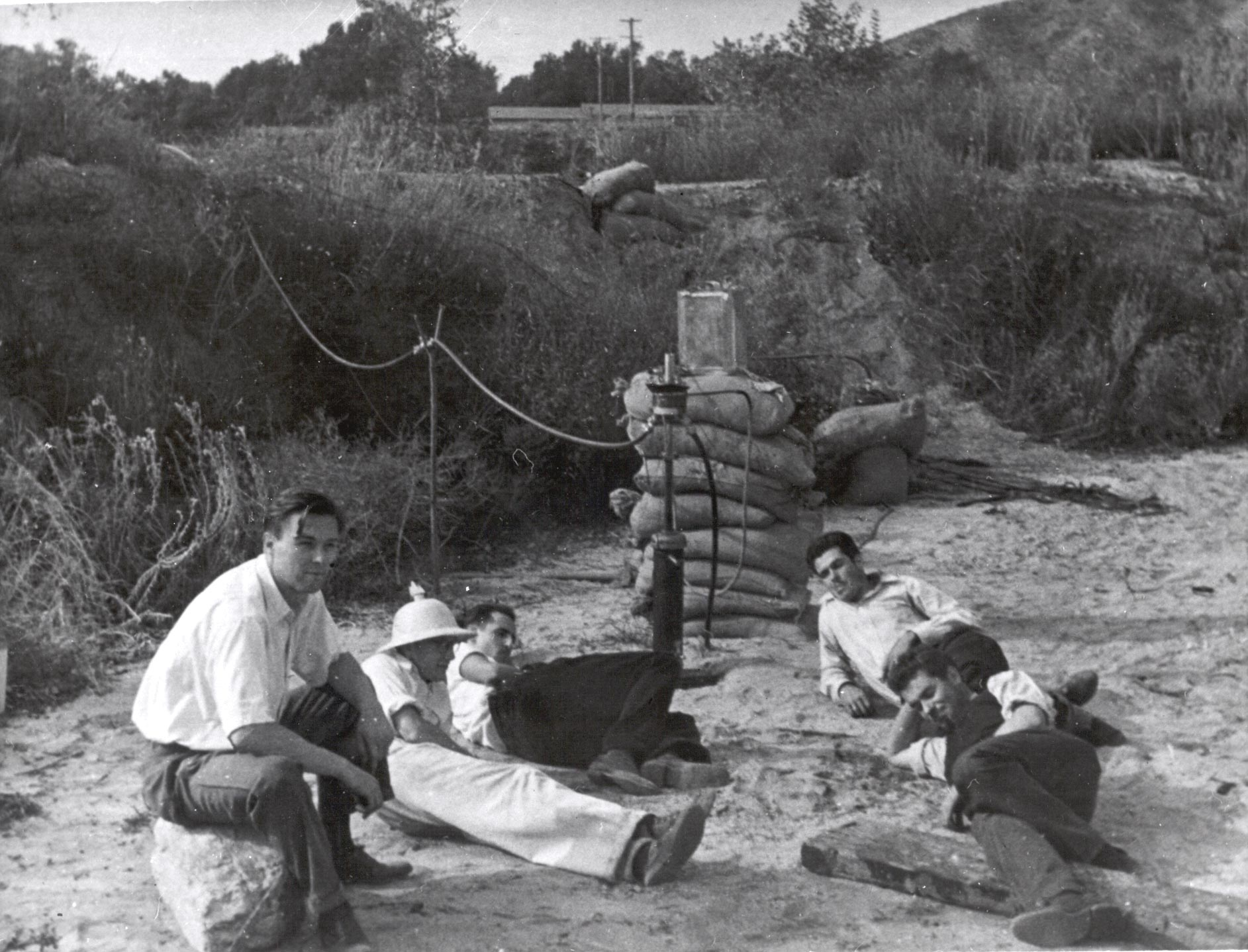
上図の実験の合間に休憩しているロケット・ボーイズ。左からルドルフ・スコット、アポロ・ミルトン・オーリン・スミス、フランク・マリナ（白いシャツと色の濃いズボンを着て寝転がっている人物）、エド・フォーマン（奥）、ジャック・パーソンズ（手前）（1936年11月15日）。

1942年に、JATO（Jet-Assisted Takeoff）ユニットを製造・販売するためにフォン・カルマン、マリナと3人の学生は、エアロジェット社を創立した。1943年のイギリスのV2ロケットに関する諜報から得られた情報に後押しされ、1944年夏にマリナらはプライベートAロケットを開発した。プライベートAは、固定された安定翼を持ち、先に開発したJATOユニットをブースターとしてレール型発射機から発射されるものだった。16 km（10 mi）の飛距離を記録し、概ね成功に終わった。引き続きプライベートFを作成し、飛距離とペイロードを増すためにプライベートAよりも大きな翼を取り付けたが、かえって安定性を失う結果になり、プライベートFは成功には程遠かった。
1945年後半までに、マリナのロケットはアロヨ・セコの施設では扱いきれないほど大きくなったため、ロケットの試験はニューメキシコ州のホワイトサンズ・ミサイル実験場へ移転した。このプロジェクトのWACコーポラル気象観測用ロケットは50 miの高度を突破するためのアメリカ初のロケットであり、宇宙に到達した最初の気象観測用ロケットになった。この頃、アメリカでは高度80 km（50 mi）以上を「宇宙」と定義していたためその高度を基準としているが、現在では国際的な定義として100 km（62 mi）から上空を「宇宙」と定めている。
1947年の間に、ロケット研究は急速に進んだが、マリナは頻繁な出張と管理者としてのスケジュールに忙殺され、ロケット工学研究が科学の発展にでなく兵器システムばかりに捧げられていることに対する嫌悪も彼自身のキャリアを考え直させるきっかけになり、エアロジェットを去ることを決断させた。同年、ジュリアン・ハクスリー（Julian Huxley）の下で国際連合教育科学文化機関（ユネスコ）の書記官として、できたばかりの国連に加わった。1951年にマリナはユネスコの科学研究部門長となったが、その2年後にマリナはキネティック・アート（動きを特徴とする芸術）に対する関心を追い続けるために、ユネスコを去った。
1967年に、マリナはアーティストが彼ら自身の活動について書いた記事と、科学を伴う現代美術と新技術の間の相互作用に焦点を当てることを特徴とした国際同人論評研究誌である『レオナルド・ジャーナル』（Leonardo Journal）を創刊した。『レオナルド・ジャーナル』は、マリナの死後に設立された、芸術と科学と技術の関係を深めることを専門とする組織である「レオナルド/芸術と科学と技術の国際協会（Leonardo/The International Society for the Arts, Sciences and Technology, ISAST）」のプロジェクトとして、2006年現在も出版されている。『レオナルド・ジャーナル』は当初、イギリスのペルガモン・プレスで1993年まで出版され、現在はMITプレスから出版されている。
フランク・マリナは、フランス、パリ近郊のブローニュ＝ビヤンクールで1981年に死去した。彼の妻マージョリー・ダックワース・マリナ（Marjorie Duckworth Malina）も2006年に死去している。彼らの息子である天文学者のロジャー・マリナ（Roger Malina）とアラン・マリナ（Alan Malina）は、それぞれフランスとポルトガルに在住して活動している。

## 略年表
- 1912年 - 10月2日、テキサス州ブレンハムに生まれる。
- 1920年 - 家族と共にチェコスロバキアのモラヴィアに移住。
- 1925年 - アメリカ合衆国に帰国。
- 1930年 - テキサスA&M大学に入学。
- 1934年 - 理学士（B.S.）の学位を取得し、カリフォルニア工科大学大学院の奨学金を獲得。
- 1935年 - カリフォルニア工科大学に籍を置く。
- 1935年 - 理学修士（機械工学）（M.S. (M.E.)）の学位を取得。
- 1936年 - 理学修士（航空工学）（M.S. (A.E.)）の学位を取得。
- 1936年 - 理論航空学者であるセオドア・フォン・カルマンに出会い、GALCITロケット研究プロジェクトの共同創設者となる。
- 1939年 - フランスの Prix d'Astronautique 賞を授与される。
- 1940年 - フォン・カルマンと共に定常推力固形燃料ロケット・エンジンの理論を考案し、航空学博士号（Ph.D.）を授与される。
- 1942年 - ヒドラジン - 硝酸推進剤の特許を取得。
- 1942年 - エアロジェット・エンジニアリング社を設立。
- 1942年 - 1946年までCITの助教授を務める[6]。
- 1945年 - WACコーポラル気象観測ロケットを考案。設計・製造・試験を指示し、成功させる。
- 1946年 - マーティン・サマーフィールドと共に地球の重力圏を脱出するために多段式ロケットを考案。
- 1947年 - ユネスコ（UNESCO）に参画する。
- 1949年 - マージョリー・ダックワースと結婚[6]。
- 1960年 - 月面有人研究所の創設を提案。月面研究所委員会委員長を務める。
- 1967年 - 『レオナルド・ジャーナル』創刊。1968年まで編集者を務める。
- 1968年 - 創作活動を続け、死去まで『レオナルド・ジャーナル』の編集を続ける。
- 1981年 - 死去。
- 1982年 - レオナルド/芸術と科学と技術の国際協会（ISAST）設立。